# Arteria cervicalis ascendens
Die Arteria cervicalis ascendens (lat. für ‚aufsteigende Halsarterie‘) ist eine Schlagader des Halses. Sie entspringt beidseits aus dem Truncus thyrocervicalis und zieht unter dem tiefen Blatt der Halsfaszie auf dem Musculus scalenus anterior entlang der Querfortsätze der Halswirbelsäule in Richtung Schädelbasis. Der Anfangsabschnitt liegt dem Nervus phrenicus benachbart.
Die Arteria cervicalis ascendens versorgt die tiefen Halsmuskeln (Musculus longus colli, Musculus longus capitis, Musculi scaleni) und den Musculus levator scapulae. Außerdem entsendet sie segmental Rami spinales, welche in den Wirbelkanal ziehen und sich an der Versorgung des Halsteils des Rückenmarks beteiligen.